# Pekka Herlin
Pekka Aksel Herlin, född 15 juli 1932 i Helsingfors, död 4 april 2003 i Kyrkslätt, var en finländsk industriman. Han var son till Heikki H. Herlin och far till Antti Herlin. 
Herlin utexaminerades som ekonom 1954, blev administrativ direktör vid Kone Oy 1958 och var dess verkställande direktör 1964–1987 samt därefter arbetande styrelseordförande. Han var en av landets främsta efterkrigstida industriledare och skapade Finlands första multinationella företag. Han inledde expansionen 1968 med inköpet av Aseas hissdivision, och 1975 förvärvades Westinghouses europeiska hissproduktion. Strategin var att skilja ut olönsamma delar ur konglomerat och göra dem lönsamma, vilket lyckades: i slutet av 1970-talet var Kone en av världens ledande hissproducenter. Herlin var även en framgångsrik kappseglare som vann bland annat Gotland runt 1969 med den 1967 sjösatte yachten Lygaia. Han blev ekonomie hedersdoktor vid Helsingfors handelshögskola 1986.